# Demnate
Demnate (arabiska: دمنات) är en stad i Marocko. Den ligger i provinsen Azilal och regionen Béni Mellal-Khénifra, 250 km söder om huvudstaden Rabat. Antalet invånare var 29 504 vid folkräkningen 2014.